# Гимназия В. В. Кашкадамовой
Гимназия В. В. Кашкадамовой — женская гимназия министерского типа в Симбирске, открытая В. В. Кашкадамовой в 1911 году.

## История
Гимназия основана в 1911 году Верой Васильевной Кашкадамовой, как частная женская гимназия. Расположилась гимназия в здании на Большой Саратовской (ныне улица Гончарова) в доме Юргенса (ныне Дом Гончарова).
В 1918 году гимназия была реформирована и переименована в 9-ю школу I-й и II-й ступеней. Школой по-прежнему руководила В. В. Кашкадамова. Ей было предоставлено двухэтажное здание бывшего Коммерческого училища, где она находилась до 1962 года (здание располагалось на Спасской улице, в 60-е годы XX века на его месте было построено новое здание школы, ныне Гимназия № 1).
В 1919 году при школе появился пункт ликвидации безграмотности для взрослых, преобразованный в 1920 году в Центральные курсы для взрослых. В 1922 году советская школа № 9 была преобразована в Первую семилетнюю школу, а в 1925 году, в честь 45-летия педагогической деятельности В. В. Кашкадамовой, по решению Президиума Губернского Исполнительного комитета, школе было присвоено новое имя «Школа-семилетка № 1 имени В. В. Кашкадамовой». С 1943 года, когда ввели раздельное обучение, стала называться 1-й женской средней школой, а с созданием в 1950 году смешанных школ вернуло учебному заведению номер семь.
В 1962 году школа имени Кашкадамовой вернулась в своё историческое здание — Дом Гончарова, но находилась там до 1969 года, когда школа переехала в Засвияжье. С 2010 году школа стала кадетской школой № 7 имени Веры Васильевны Кашкадамовой.

## Галерея

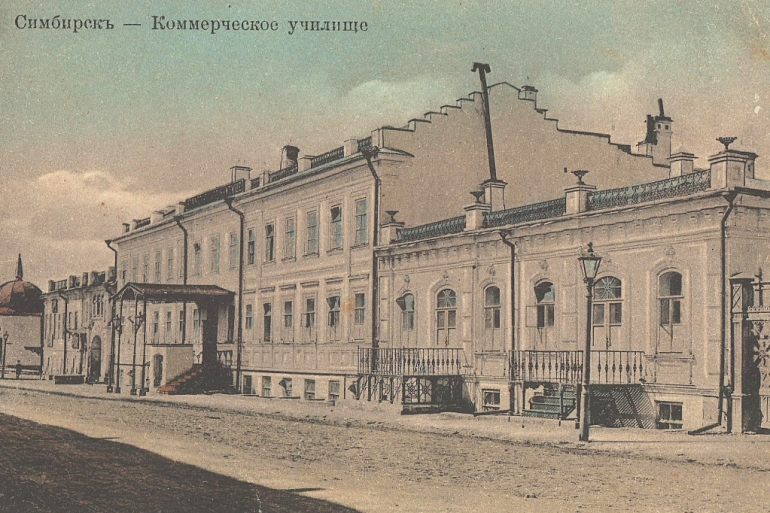
Симбирское коммерческое училище, где гимназия располагалась с 1918 по 1962 год (ныне утрачена).
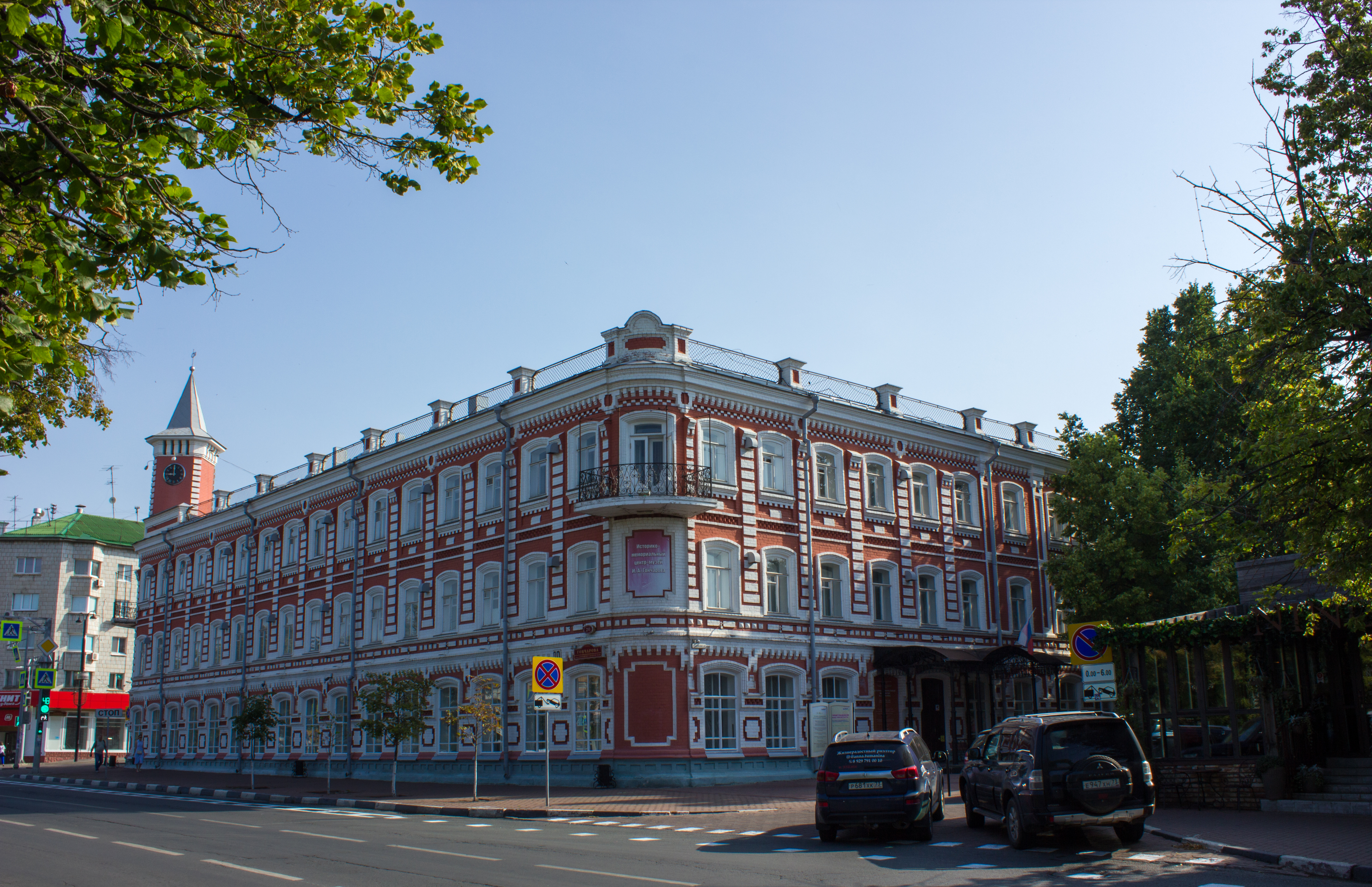
Дом Гончарова, современный вид.